# Roemenië op het Eurovisiesongfestival 2017

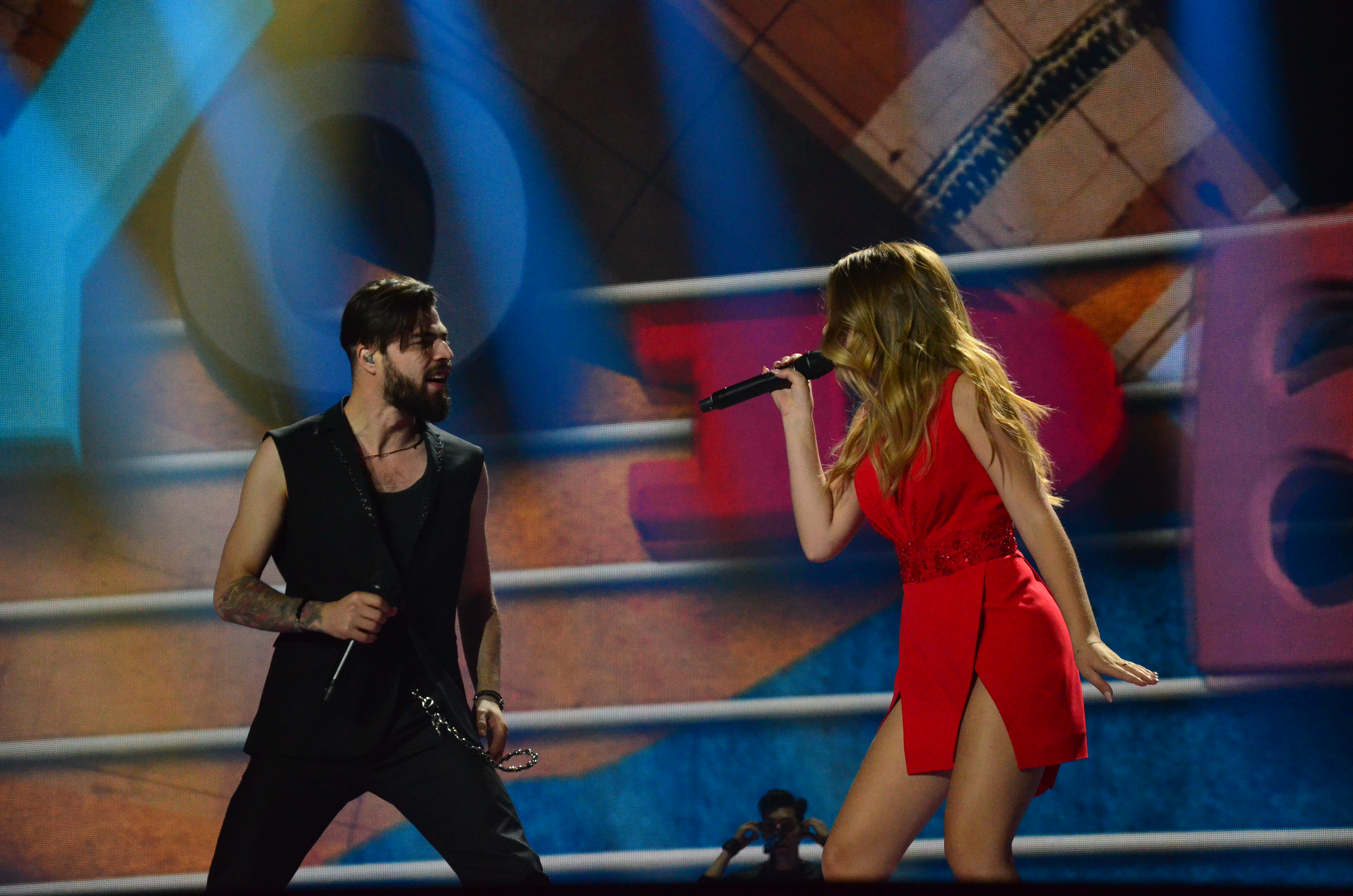
Ilinca en Alex Florea tijdens de repetities in Kiev.

Roemenië nam deel aan het Eurovisiesongfestival 2017 in Kiev, Oekraïne. Het was de 18de deelname van het land aan het Eurovisiesongfestival. Televiziunea Română was verantwoordelijk voor de Roemeense bijdrage voor de editie van 2017.

## Selectieprocedure

### Selecția Națională 2017
De Roemeense inzending werd gekozen in de Selecția Națională 2017. De broadcaster ontving 84 inzendingen. 15 kandidaten zongen in de halve finale op 26 februari 2017. In deze halve finale stemden 5 juryleden de 10 finalisten. Yodel It! bleek toen al unaniem eens te zijn over het lied. Het kreeg namelijk 5 keer het maximum van de punten. 
De finale werd uitgezonden vanuit hoofdstad Boekarest op 5 maart 2017. De einduitslag werd 100% bepaald door stemmen van mensen thuis bepaald. Het duo Ilinica en Alex Florea won Selecția Națională 2017 en mochten daarmee hun land vertegenwoordigen op het Eurovisiesongfestival 2017. 
|    | Artiest                      | Lied                    | Televoting | Plaats |
| -- | ---------------------------- | ----------------------- | ---------- | ------ |
| 1  | Ana-Maria Mirică             | "Spune-mi tu"           | 913        | 10     |
| 2  | Ilinca feat. Alex Florea     | "Yodel It!"             | 10,377     | 1      |
| 3  | Eduard Santha                | "Wild Child"            | 1,331      | 8      |
| 4  | Xandra                       | "Walk On By"            | 2,556      | 5      |
| 5  | Mihai                        | "I Won't Surrender"     | 5,201      | 2      |
| 6  | Maxim feat. Nicolae Voiculeț | "Adu-ți aminte"         | 2,801      | 4      |
| 7  | Tavi Colen and Emma          | "We Own the Night"      | 1,128      | 9      |
| 8  | Instinct                     | "Petale"                | 3,063      | 3      |
| 9  | Ramona Nerra                 | "Save Me"               | 2,102      | 7      |
| 10 | Cristina Vasiu               | "Set the Skies on Fire" | 2,222      | 6      |

## In Kiev
Roemenië trad aan in de tweede halve finale. Ze plaatsten zich voor de grote finale. In de finale zong het duo net na Hovig uit Cyprus en voor Levina uit Duitsland. Roemenië behaalde een mooie 7de plaats met 258 punten. 224 punten waren afkomstig van de televoting, 58 punten van de jury's. Zowel het Moldavische publiek en jury gaven 12 aan het duo. Ook de Ierse kijkers gaven een 12 aan Roemenië. 
1994 · 1995-1997 · 1998 · 1999 · 2000 · 2001 · 2002 · 2003 · 2004 · 2005 · 2006 · 2007 · 2008 · 2009 · 2010 · 2011 · 2012 · 2013 · 2014 · 2015 · 2016 · 2017 · 2018 · 2019 · 2020 · 2021 · 2022 · 2023 · 2024-2025
Albanië · Armenië · Australië · Azerbeidzjan · België · Bulgarije · Cyprus · Denemarken · Duitsland · Estland · Finland · Frankrijk · Georgië · Griekenland · Hongarije · Ierland · IJsland · Israël · Italië · Kroatië · Letland · Litouwen · Macedonië · Malta · Moldavië · Montenegro · Nederland · Noorwegen · Oekraïne · Oostenrijk · Polen · Portugal · Roemenië · San Marino · Servië · Slovenië · Spanje · Tsjechië · Verenigd Koninkrijk · Wit-Rusland · Zweden · Zwitserland